# 桑島真里乃
桑島 真里乃（くわじま まりの、1998年2月23日 - ）は、日本の女優である。旧芸名、華崎 乃碧（はなさき のあ）。2020年4月より花沢 真里乃（はなざわ まりの）の芸名で活動する。
千葉県出身。旧所属事務所は劇団日本児童、シネマクト、SENSATIONを経てアンジュ。

## 略歴
日本舞踊をしている母の影響で、2人の姉とともに幼少期より芸能活動を開始。子役としてテレビドラマ・CM・舞台などに出演。2007年にはNHK連続テレビ小説『ちりとてちん』に出演し、貫地谷しほり演じるヒロイン・和田喜代美の少女期を演じた。2009年には映画『スノープリンス 禁じられた恋のメロディ』に出演してヒロイン・有馬早代役を演じた。2015年にはミュージカル『ホンク!』に出演し、存在感のある演技で高い評価を受けた。
2017年6月の舞台『夜光』をもって女優としての活動を休止、同年9月1日付で芸名を「桑島 真里乃」（くわじま まりの）から「華崎 乃碧」（はなさき のあ）に改めた。
2020年4月より芸名を「花沢 真里乃」（はなざわ まりの）と改め、水希蒼プロデュースによるアイドルユニット「alma」のメンバーとして活動する。

## 人物
- 身長は152cm。
- 趣味はフラダンス、観劇。
- 特技はタップダンス、日本舞踊。
- K-POPが好き。

## 出演

### テレビドラマ
- 下北サンデーズ（2006年、テレビ朝日） - 里中ゆいか（幼少） 役
- 連続テレビ小説 ちりとてちん（2007年、NHK） - 和田喜代美（幼少） 役
- Q.E.D. 証明終了（2009年、NHK） - 第1回、水原可奈（幼少時代） 役 / 第9回、小3の可奈 役
- 深夜食堂 第6話（2009年11月13日、毎日放送） - マユ 役

### 映画
- スノープリンス 禁じられた恋のメロディ（2009年） - ヒロイン・有馬早代 役

### 舞台
- 浅香光代新春特別公演「一本刀土俵入」（2006年） - お君 役
- 浅香光代新春特別公演「沓掛時次郎」（2007年）
- アイスクリーム応援団（2008年）
- 水鏡の彼方（2009年）
- 劇団MMC セイギノミカタII〜Life is Beautiful（2013年）
- 劇団MMC Royal Birthday Party（2014年）
- ホンク!（2015年） - フラフ 役[11]
- ミュージカル座 ひめゆり（2016年） - ちえ 役
- 劇団しゃぼん玉 煙が目にしみる（2016年） - 風組 野々村早紀 役
- グループK＋直也の会 夜光（2017年）

### CM
- P&G 置き型ファブリーズ
- マクドナルド ハッピーセット
- スズキ自動車

### WEB
- くまちゃんと一緒に夏の特別教室（学研）